# Copitarsia
Copitarsia é um gênero de traça pertencente à família Arctiidae.